# Мар-и-мунтанья

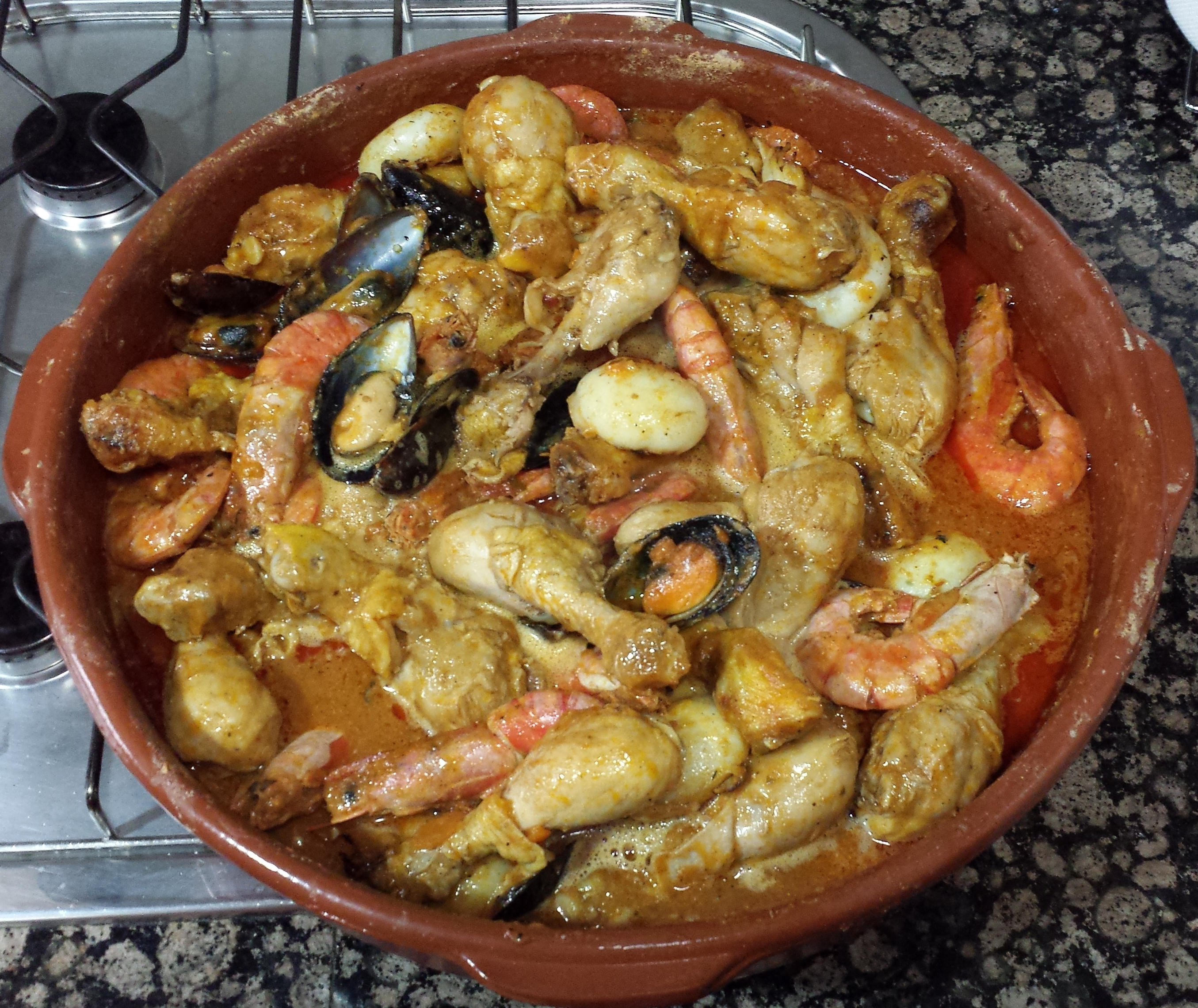
Мар-и-мунтанья

Мар-и-мунтанья (катал. mar i muntanya — море и горы) — это категория традиционных блюд каталонской кухни, сочетающих в себе как горные ингредиенты (такие как мясо, грибы, овощи, колбасы), так и морские (рыба или моллюски). Примерами блюд в рамках этой кулинарной концепции являются, например, pollastre i llagosta (курица с лобстером); cap de vedella i rap (телячья голова с морским чертом); arròs mar i muntanya (рис с мясом и морепродуктами, например, с каракатицей и перепёлкой); calamars farcits de carn (кальмары, фаршированные мясом); botifarra amb gambes (свиная колбаса с креветками) или mandonguilles amb sípia — мясные тефтели с каракатицей.